# شانه‌موش گودفلو
شانه‌موش گودفلو (نام علمی: Ctenomys goodfellowi) نام یک گونه از سرده شانه‌موش است.